# Brandon Dubinsky
Brandon Dubinsky (né le 29 avril 1986 à Anchorage dans l'Alaska aux États-Unis) est un joueur professionnel américain de hockey sur glace.

## Carrière

### Carrière en club
Il commence sa carrière en jouant dans la Ligue de hockey de l'Ouest pour les Winter Hawks de Portland avant d'être choisi lors du repêchage d'entrée dans la Ligue nationale de hockey de 2004 par les Rangers de New York. Il est choisi lors du second tour en soixantième position et fait ses débuts dans l'organisation des Rangers en 2006. Il fait ses débuts professionnels le 19 avril et joue une dizaine de matchs des séries éliminatoires de l'équipe affiliée à celle des Rangers dans la Ligue américaine de hockey : la franchise du Wolf Pack de Hartford. L'équipe perd en demi-finale d'association mais Dubinsky se fait tout de même remarquer et joue la saison suivante intégralement dans la LAH.
Il fait également ses débuts dans la LNH en jouant six matchs pour les Rangers sans inscrire un seul point. Membre de l'équipe 2007-08 des Rangers, il va marquer son premier but le soir du 8 novembre 2007 contre les Penguins de Pittsburgh pour une victoire 4 buts à 2 de son équipe.
Il est sélectionné pour jouer le 56e Match des étoiles de la LNH pour la sélection des jeunes talents de la saison. Il inscrit deux buts pour son association et est sélectionné meilleur joueur du match. Avec les Rangers, il joue l'intégralité de la saison et est récompensé par le trophée interne de l'équipe : Steven McDonald Extra Effort Award. Ce trophée met en avant le joueur qui a réellement été jusqu'au bout de ses forces pour son équipe. Le 23 juillet 2012, il est échangé aux Blue Jackets de Columbus avec Artiom Anissimov, Tim Erixon et un choix de premier tour au repêchage d'entrée dans la LNH 2013 en retour de Rick Nash, Steven Delisle et un choix conditionnel de troisième tour en 2013.

### Carrière internationale
Invité à plusieurs reprises aux camps d'évaluation pour jouer avec l'équipe des États-Unis, il obtient sa première sélection internationale à l'occasion du championnat du monde 2008 en mai 2008 après l'élimination de son équipe dans les séries de la LNH,.

## Statistiques

### En club
| Saison     | Équipe                   | Ligue      |     | Saison régulière | Saison régulière | Saison régulière | Saison régulière | Saison régulière |    | Séries éliminatoires | Séries éliminatoires | Séries éliminatoires | Séries éliminatoires | Séries éliminatoires |
| Saison     | Équipe                   | Ligue      | PJ  | B                | A                | Pts              | Pun              | PJ               | B  | A                    | Pts                  | Pun                  |                      |                      |
| 2002-2003  | Winter Hawks de Portland | LHOu       | 44  | 8                | 18               | 26               | 35               | 7                | 2  | 2                    | 4                    | 10                   |                      |                      |
| 2003-2004  | Winter Hawks de Portland | LHOu       | 71  | 30               | 48               | 78               | 137              | 5                | 0  | 2                    | 2                    | 6                    |                      |                      |
| 2004-2005  | Winter Hawks de Portland | LHOu       | 68  | 23               | 36               | 59               | 160              | 7                | 4  | 5                    | 9                    | 8                    |                      |                      |
| 2005-2006  | Winter Hawks de Portland | LHOu       | 51  | 21               | 46               | 67               | 98               | 12               | 5  | 10                   | 15                   | 24                   |                      |                      |
| 2005-2006  | Wolf Pack de Hartford    | LAH        | -   | -                | -                | -                | -                | 11               | 5  | 5                    | 10                   | 14                   |                      |                      |
| 2006-2007  | Wolf Pack de Hartford    | LAH        | 71  | 21               | 22               | 43               | 115              | 7                | 1  | 3                    | 4                    | 12                   |                      |                      |
| 2006-2007  | Rangers de New York      | LNH        | 6   | 0                | 0                | 0                | 2                | -                | -  | -                    | -                    | -                    |                      |                      |
| 2007-2008  | Rangers de New York      | LNH        | 82  | 14               | 26               | 40               | 79               | 10               | 4  | 4                    | 8                    | 12                   |                      |                      |
| 2008-2009  | Rangers de New York      | LNH        | 82  | 13               | 28               | 41               | 112              | 7                | 1  | 3                    | 4                    | 18                   |                      |                      |
| 2009-2010  | Rangers de New York      | LNH        | 69  | 20               | 24               | 44               | 54               | -                | -  | -                    | -                    | -                    |                      |                      |
| 2010-2011  | Rangers de New York      | LNH        | 77  | 24               | 30               | 54               | 100              | 4                | 2  | 1                    | 3                    | 0                    |                      |                      |
| 2011-2012  | Rangers de New York      | LNH        | 77  | 10               | 24               | 34               | 110              | 9                | 0  | 2                    | 2                    | 14                   |                      |                      |
| 2012-2013  | Aces de l'Alaska         | ECHL       | 17  | 9                | 7                | 16               | 22               | -                | -  | -                    | -                    | -                    |                      |                      |
| 2012-2013  | Blue Jackets de Columbus | LNH        | 29  | 2                | 18               | 20               | 76               | -                | -  | -                    | -                    | -                    |                      |                      |
| 2013-2014  | Blue Jackets de Columbus | LNH        | 76  | 16               | 34               | 50               | 98               | 6                | 1  | 5                    | 6                    | 6                    |                      |                      |
| 2014-2015  | Blue Jackets de Columbus | LNH        | 47  | 13               | 23               | 36               | 43               | -                | -  | -                    | -                    | -                    |                      |                      |
| 2015-2016  | Blue Jackets de Columbus | LNH        | 75  | 17               | 31               | 48               | 71               | -                | -  | -                    | -                    | -                    |                      |                      |
| 2016-2017  | Blue Jackets de Columbus | LNH        | 80  | 12               | 29               | 41               | 91               | 5                | 1  | 1                    | 2                    | 6                    |                      |                      |
| 2017-2018  | Blue Jackets de Columbus | LNH        | 62  | 6                | 10               | 16               | 33               | 6                | 0  | 0                    | 0                    | 6                    |                      |                      |
| 2018-2019  | Blue Jackets de Columbus | LNH        | 61  | 6                | 8                | 14               | 36               | 10               | 1  | 0                    | 1                    | 6                    |                      |                      |
| Totaux LNH | Totaux LNH               | Totaux LNH | 823 | 153              | 285              | 438              | 905              | 58               | 10 | 16                   | 26                   | 70                   |                      |                      |

### Statistiques en équipe nationale
| Année | Équipe     | Compétition          |   | PJ | B | A  | Pts | Pun       |  | Résultat |
| 2008  | États-Unis | Championnat du monde | 4 | 3  | 0 | 3  | 2   | 6e place  |  |          |
| 2010  | États-Unis | Championnat du monde | 6 | 3  | 7 | 10 | 2   | 13e place |  |          |
| 2016  | États-Unis | Coupe du monde       | 2 | 0  | 1 | 1  | 4   | 7e place  |  |          |